# Virgínia Occidental
Virgínia Occidental (anglès: West Virginia), també anomenat Virgínia de l'Oest, és un dels estats que conformen els Estats Units d'Amèrica.
Va ser format durant la Guerra Civil americana (1861-1865), fins aleshores Virgínia Occidental havia format part de l'estat de Virgínia.
L'Estat és conegut per les seves muntanyes i per la gran quantitat de carbó que hi ha. Té fronteres amb els estats de Virgínia, Maryland, Pennsilvània, Ohio, i Kentucky.

## Demografia
L'any 2003 la població de l'estat era 1.810.354. Segons el cens dels EUA del 2000, a l'estat hi havia censats 10.937 amerindis nord-americans (0,5%). Per tribus, les principals són els cherokees (3.659), blackfoot (410), sioux (217), iroquesos (206), shawnee (149) i apatxe (149).